# فلويد لويد
فلويد لويد (بالإنجليزية: Floyd Lloyd)‏ هو موسيقي جامايكي، ولد في 3 يونيو 1949، وتوفي في 13 نوفمبر 2018.

## وصلات خارجية
- فلويد لويد على موقع ميوزك برينز (الإنجليزية)
- فلويد لويد على موقع ديسكوغز (الإنجليزية)